# 夏尔-欧仁·居伊
夏尔-欧仁·居伊（法語：Charles-Eugène Guye，法語發音：[ʃaʁl øʒɛn ɡi]；1866年10月15日—1942年7月15日），瑞士物理学家。

## 生平
1866年生于尚旺。
居伊在日内瓦大学学习物理学，1889年获得博士学位，研究光学旋光色散现象（phenomenon of optical rotatory dispersion）。
1890年-1892年间，在日内瓦担任讲师。1893年-1900年间，在苏黎世理工学院（今苏黎世联邦理工学院）担任讲师，将研究方向转向电气工程。阿尔伯特·爱因斯坦曾是他的一名学生。1900年-1930年，他是日内瓦大学物理研究所的教授兼主任。
他参加了第五、七届索尔维会议，发表了200多篇物理学论文以及几本著作的作者/合著者，包括生物、物理、化学领域。
1942年逝于日内瓦。

## 成就
夏尔-欧仁·居伊的研究重点是电流、磁场和气体中的电放电（electrical discharges in gases）。从1907年起，持续了十余年，同他的学生Simon ratnowski和Charles Lavanchy 进行了实验，结论的结果支持了拉旺希理论，反对了马克斯·亚伯拉罕的电子竞争理论（rival theory of the electron）。

## 家庭
- 兄菲利普·A·居伊（英语：Philippe A. Guye）是一位化学家。